# Terebratulina unguicula
Terebratulina unguicula är en armfotingsart som först beskrevs av Carpenter 1864.  Terebratulina unguicula ingår i släktet Terebratulina och familjen Cancellothyrididae. Inga underarter finns listade i Catalogue of Life.